# Débora Pérez Volpin
Débora Denise Pérez Volpin (30 tháng 12 năm 1967 – 6 tháng 2 năm 2018) là một chính trị gia, nhà báo và truyền hình người Argentina. Bà là người dẫn chương trình Todo Noticias từ năm 1996 và chương trình Arriba argentinos kể từ khi thành lập vào năm 2005.
Vào năm 2017, bà theo chính trị và được bầu làm nhà lập pháp của thành phố Buenos Aires. Bà đứng thứ ba trong cuộc bầu cử với 12% phiếu bầu và bà được khánh thành vào ngày 10 tháng 12 năm đó. Bà chỉ có thể bầu cử một lần với tư cách là một nhà lập pháp vào ngày 22 tháng 12 năm 2017, khi ngân sách của Thành phố Buenos Aires được phê chuẩn, trước khi bà qua đời.
Pérez Volpin qua đời vào ngày 6 tháng 2 năm 2018, sau những biến chứng trong nội soi tại Bệnh viện Sanatorio de la Trinidad ở Buenos Aires. Gia đình bà đã yêu cầu hệ thống Tư pháp mở một cuộc điều tra về các sự kiện, và Thẩm phán Gabriel Ghirlanda đã bắt đầu điều tra về khả năng cái chết của bà là giết người.
Cơ thể của bà đã được giữ tại Cung điện Lập pháp của Thành phố Buenos Aires vào ngày 8 tháng 2 năm 2018 và nhận được hơn bốn nghìn người đi tang lễ. Sau đó, bà được chôn cất trong Pantheon Austurian tại nghĩa trang Chacarita cùng với cha bà.